# Twierdzenie Castigliano
Twierdzenie Castigliano, nazwane od twórcy - Carla Alberta Castigliano, jest metodą określania przemieszczeń układu liniowo-sprężystego w oparciu o pochodną cząstkową energii sprężystości.  Są dwie postaci twierdzenia Castigliano:
- pierwsza postać, pozwalająca określić siły układu brzmi następująco:

Jeżeli energia sprężystości materiału liniowo-sprężystego może być wyrażona jako funkcja przemieszczeń qi, wtedy pochodna cząstkowa tej energii względem przemieszczeń jest równa siłom Qi zaczepionym w punktach przemieszczeń.
W formie równania,
{\displaystyle Q_{i}={\frac {\partial \mathbf {U} }{\partial q_{i}}}}
gdzie U jest energią odkształceń;
- druga postać, pozwalająca określić przemieszczenia układu:

Jeżeli energia naprężeń materiału liniowo-sprężystego jest wyrażana jako funkcja sił Qi, wtedy pochodna cząstkowa tej energii względem tych sił jest równa przemieszczeniom qi na kierunkach sił Qi w punktach ich zaczepienia.
W postaci wzoru:
{\displaystyle q_{i}={\frac {\partial \mathbf {U} }{\partial Q_{i}}}.}

## Przykłady
Weźmy wspornik obciążony siłą P na końcu. Przemieszczenie {\displaystyle \delta } można obliczyć w oparciu o drugą postać twierdzenia Castigliano:
{\displaystyle \delta ={\frac {\partial \mathbf {U} }{\partial P}}}
{\displaystyle \delta ={\frac {\partial }{\partial P}}\int _{0}^{L}{{\frac {M^{2}}{2EI}}dl}}
gdzie E jest modułem Younga, a I momentem bezwładności przekroju wspornika, wtedy:
{\displaystyle \delta =\int _{0}^{L}{{\frac {Pl^{2}}{EI}}dl}={\frac {PL^{3}}{3EI}}}
W wyniku otrzymujemy wzór na ugięcie krańca wspornika obciążonego siłą skupioną na końcu.